# ارکان نجیب
ارکان نجیب (انگلیسی: Arkan Najeeb؛ زادهٔ ۲ ژوئیهٔ ۱۹۸۲) بازیکن فوتبال اهل عراق است.
وی همچنین در تیم ملی فوتبال عراق بازی کرده‌است.